# Édouard Lefebvre de Béhaine
Pour les articles homonymes, voir Lefebvre.
Édouard Alphonse, comte Lefebvre-Pigneaux de Béhaine (31 mars 1829, Paris - 22 février 1897, Paris 9e), est un diplomate français.

## Biographie
Fils d'Armand Lefebvre et de Marie Lefebvre (fille du général Charles-Stanislas Lefebvre), il épouse Louise Masson, sœur de l'académicien Frédéric Masson, et est le père de Francis Lefebvre de Béhaine.
Optant pour la carrière diplomatique, il est notamment secrétaire d'ambassade à Berlin en 1864 et à Rome en 1869, ministre plénipotentiaire à La Haye en 1872, puis ambassadeur de France près le Saint-Siège de 1882 à 1896.
Il est créé comte romain en 1870 par le pape Pie IX.
Il entretient avec ses cousins Edmond et de Jules de Goncourt une correspondance riche de près de 300 lettres en presque quarante ans.

## Sources
- René Brouillet, "Edouard Lefebvre de Béhaine, son père et son grand- père : une lignée de diplomates au service de la France au XIXe siècle", in Histoire de l'administration française. Les Affaires Étrangères et le Corps diplomatique français, t. II, 1984